# Ivittuut
Ivittuut – osada na Grenlandii, w gminie Sermersooq, na południowym zachodzie wyspy.
Ivittuut zostało założone jako miasto górnicze na skutek odkrycia w 1806 roku w tych okolicach kriolitu, którego wydobycie rozpoczęto w 1865 roku. W sąsiedztwie kopalń powstało miasteczko, które zaczęło się gwałtownie wyludniać po wyczerpaniu złóż w 1987 roku.

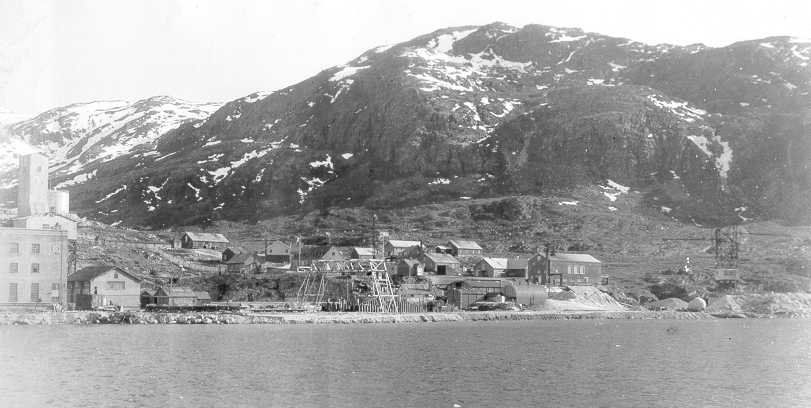
Kopalnia kriolitu